# Valentín Canalizo
José Valentín Raimundo Canalizo Bocadillo (Monterrey, 14 de Janeiro de 1794 - Cidade do México, 20 de Fevereiro de 1850) foi um militar e político mexicano que exerceu o cargo de presidente da república nos anos de 1843 e 1844.
Politicamente conservador, juntou-se ao Regimento de Celaya em 1811 tendo combatido na Guerra da Independência do México, ao lado de Agustín de Iturbide tendo sido apoiante do plano de Casamata. Colaborador próximo de Antonio López de Santa Anna tendo substituído este interinamente no exercício da presidência (4 de Outubro de 1843 a 4 de Junho de 1844 e de 21 de Setembro a 6 de Dezembro de 1844). Durante o seu último mandato acabaria por ser demitido pelo congresso em 13 de Dezembro de 1844 depois de ser impedido de exercer o cargo devido a uma revolta militar apoiada por aquele, após o que se retirou da vida política.